# Chilabothrus striatus
Espèce
Synonymes
- Homalochilus striatus Fischer, 1856
- Epicrates striatus (Fischer, 1856)
- Epicrates striatus exagistus Sheplan & Schwartz, 1974
- Epicrates striatus warreni Sheplan & Schwartz, 1974

Statut CITES
Chilabothrus striatus est une espèce de serpents de la famille des Boidae.

## Répartition
Cette espèce est endémique d'Hispaniola. Elle se rencontre en République dominicaine et en Haïti.

## Description
Cette espèce mesure entre 150 et 180 cm en moyenne mais peut atteindre exceptionnellement les 250 cm. Sa couleur varie entre le jour et la nuit allant du marron clair au rouge vif et au noir. Pour se défendre, les Chilabothrus striatus sont capables de libérer un musc nauséabond.[réf. nécessaire]

## Liste des sous-espèces
Selon The Reptile Database (2 août 2013) :
- Chilabothrus striatus exagistus (Sheplan & Schwartz, 1974)
- Chilabothrus striatus striatus (Fischer, 1856)
- Chilabothrus striatus warreni (Sheplan & Schwartz, 1974)

## Publications originales
- Fischer, 1856 : Neue Schlangen des Hamburgischen Naturhistorischen Museums. Abhandlungen aus dem Gebiete der Naturwissenschaften Verein in Hamburg, vol. 3, no 4, p. 79-116 (texte intégral).
- Sheplan & Schwartz, 1974 : Hispaniolan boas of the genus Epicrates (Serpentes, Boidae) and their Antillean relationships. Annals of the Carnegie Museum, vol. 45, p. 57-143.